# Wasbüttel
Wasbüttel là một đô thị thuộc the huyện Gifhorn, trong bang Niedersachsen, Đức. Đô thị này có diện tích 6,51 km².